# Енфілд (Коннектикут)
Енфілд (англ. Enfield) — місто (англ. town) в США, в окрузі Гартфорд штату Коннектикут. Населення — 42 141 особа (2020).

## Демографія
Згідно з переписом 2010 року, у місті мешкали 44 654 особи в 16 794 домогосподарствах у складі 11 010 родин. Було 17558 помешкань
Расовий склад населення:
| - 86,2 % — білих - 6,2 % — чорних або афроамериканців - 1,9 % — азіатів - 0,2 % — корінних американців - 3,5 % — осіб інших рас |

До двох чи більше рас належало 1,9 %. Частка іспаномовних становила 6,7 % від усіх жителів.
За віковим діапазоном населення розподілялося таким чином: 19,7 % — особи молодші 18 років, 65,2 % — особи у віці 18—64 років, 15,1 % — особи у віці 65 років та старші. Медіана віку мешканця становила 40,4 року. На 100 осіб жіночої статі у місті припадало 109,7 чоловіків;  на 100 жінок у віці від 18 років та старших — 111,4 чоловіків також старших 18 років.
Середній дохід на одне домашнє господарство  становив 85 811 долар США (медіана — 73 494), а середній дохід на одну сім'ю — 98 732 долари (медіана — 88 531). Медіана доходів становила 60 259 доларів для чоловіків та 48 744 долари для жінок. За межею бідності перебувало 7,4 % осіб, у тому числі 10,5 % дітей у віці до 18 років та 4,6 % осіб у віці 65 років та старших.
Цивільне працевлаштоване населення становило 22 054 особи. Основні галузі зайнятості: освіта, охорона здоров'я та соціальна допомога — 21,3 %, роздрібна торгівля — 14,0 %, виробництво — 13,5 %.